# Zenon Jaskuła

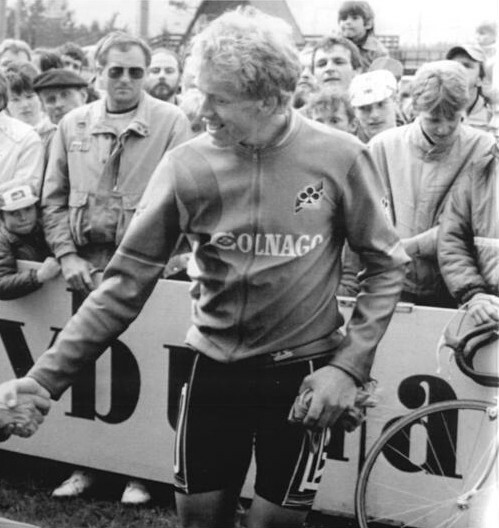
Zenon Jaskuła nach 9. Etappe der 40. Internationalen Friedensfahrt 1987

Zenon Jaskuła (* 4. Juni 1962 in Śrem) ist ein ehemaliger polnischer Radrennfahrer. Als bis 2016 einziger Pole errang er bei der Tour de France einen Podestplatz.

## Kindheit
Jaskuła verbrachte seine Kindheit auf dem Lande in Wielkopolska (Großpolen), wo seine Eltern eine Bauernwirtschaft betrieben. Sehr schnell steckte sich Jaskuła mit dem Radsportfieber an. Sein älterer Bruder Roman bestritt lokale Rennen und dies nicht ohne Erfolg. Zenon Jaskuła begleitete seinen Bruder bei vielen kleineren Radrennveranstaltungen. Im Laufe der Zeit ging er selbst an den Start und machte durch sehr gute Fahrt und Kampflust auf sich aufmerksam. Bronisław Krawczyk, Trainer beim Radklub Piast Śrem, nahm sich des jungen Jaskuła an.

## Karriere

### Anfänge
Bald vertrat Jaskuła den Verein WLKS Wielkopolska Poznań (1982). Anfangs verkannten die Ausbilder Jaskułas Talent. Erst einige Monate später konnte er sich durchsetzen und bei den nationalen Rad-Meisterschaften im Einzelzeitfahren der Junioren-Kategorie die Silbermedaille gewinnen. Im Jahr 1981 wurde Jaskuła in die Nationalmannschaft U23 berufen.
Nach zwei Jahren bei WLKS Wielkopolska heuerte Jaskuła bei Gwardia Katowice an. Mit ihm ging sein Bruder Andrzej nach Oberschlesien, mit dem er polnischer Vizemeister im Mannschaftszeitfahren wurde. Der Zeitraum von 1984 bis Mitte 1985 war der schwerste in der ganzen Laufbahn Jaskułas. Nachdem er Katowice verlassen hatte, unterschrieb er einen Vertrag beim Team Lech Posen. Kurze Zeit darauf war er schon im Dienste eines anderen Klubs namens Stomil unterwegs.
Im September 1985, nach langem Hin und Her, streifte er sich das Trikot von Orlęta Gorzów Wlkp. über. Dort traf er den Amateur-Straßenweltmeister von 1985 Lech Piasecki, der, da er sich für einen Profi-Vertrag bei der italienischen Mannschaft Del Tongo-Colnago entschied, nur noch ein halbes Jahr in Gorzów verblieb.
Auf Jaskułas Schultern lastete von diesem Zeitpunkt an die Verantwortung für die sportlichen Erfolge. Bei den polnischen Meisterschaften konnte er drei Mal in Folge, von 1986 bis 1988, Gold im Zeitfahren holen. Dazu kamen noch Medaillen im Paarzeitfahren: Silber im Jahre 1987 mit seinem Bruder Roman und Bronze im Jahre 1988 mit Robert Chełstowski.

### Schwere Verletzung
1982 in Österreich wurde er von einem PKW gerammt, der die fahrende Kolonne übersah. Man stellte bei ihm einen Schädelbasisbruch fest und prognostizierte, dass er nicht mehr ins Peloton zurückkehren werde. Jaskuła allerdings kämpfte sich zurück.
1986 gab Jaskuła sein Debüt bei der Friedensfahrt. Schon 1985 gewann er eine Etappe beim französischen Etappenrennen Circuit Cycliste Sarthe. In Westeuropa nahm Jaskuła bei mehreren Amateurrennen teil. Bei der 40. Auflage der Friedensfahrt 1987 landete Jaskuła auf dem 5. Rang, 1989 war er sogar Dritter beim wichtigsten Radrennen der Ostblockstaaten. Von seiner guten Seite zeigte er sich auch in der Bundesrepublik, als er den 2. Platz in der Gesamtwertung der Niedersachsen-Rundfahrt ergatterte. 1987 siegte er in der Steiermark-Rundfahrt. Bei den Olympischen Spielen in Seoul 1988 gewann Jaskuła die Silbermedaille im Mannschaftszeitfahren. Im polnischen Nationalteam fuhren damals auch: Marek Leśniewski, Andrzej Sypytkowski und Joachim Halupczok.

### Profizeit

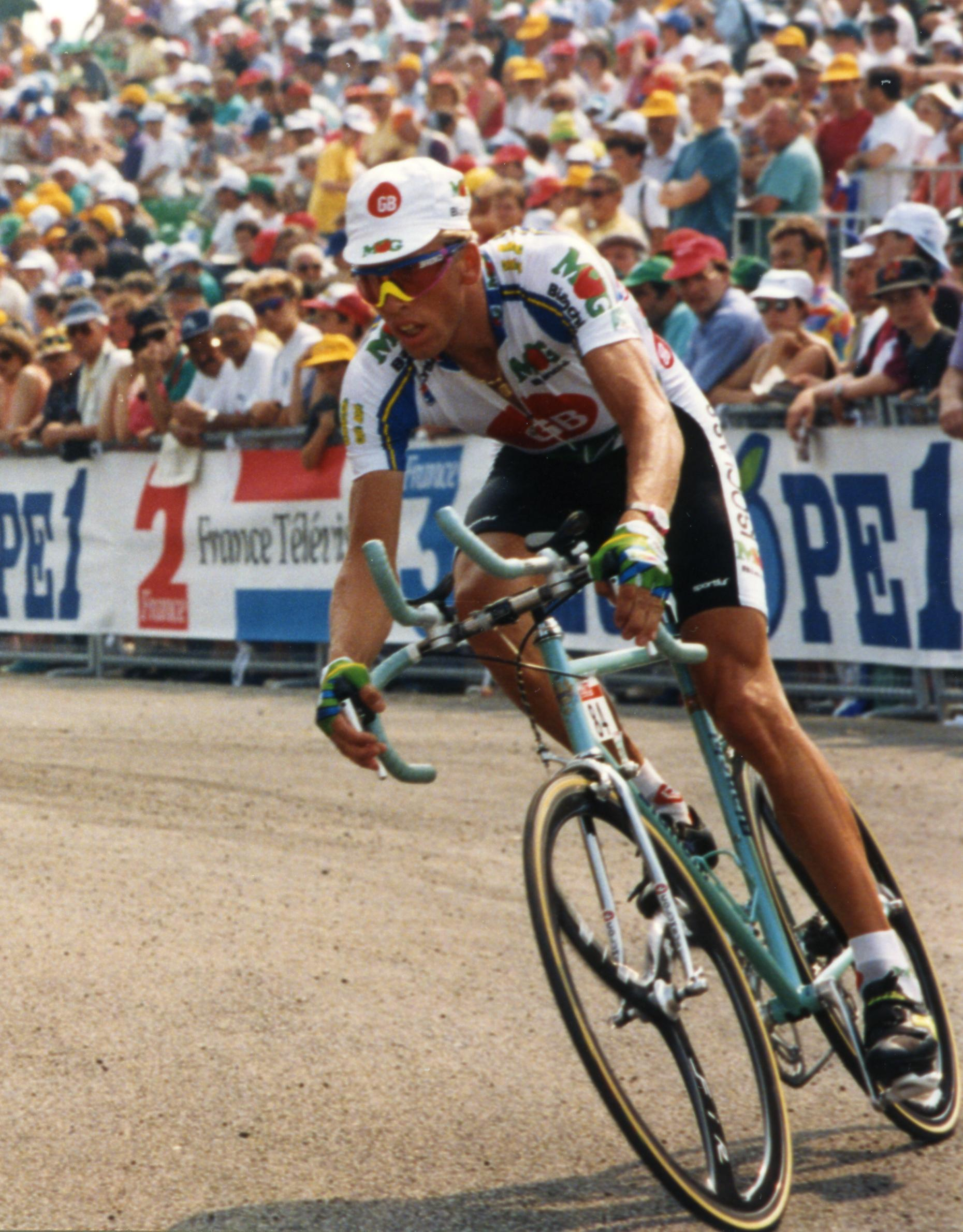
Zenon Jaskuła bei der Tour de France 1993

Als Vizeweltmeister der Amateure im 100-km-Mannschaftsfahren 1989 und nach einem erneuten 2. Platz bei der Niedersachsen-Rundfahrt wechselte er nach Italien, wo er bei der Equipe Diana-Colnago-Animex einen Vertrag unterzeichnete. Bis zum Ende seiner Laufbahn hielt er den italienischen Teams die Treue. Jaskuła fuhr für: Del Tongo-MG Boys (1991), GB-MG Maglificio (1992–1993), Jolly Componibili-Cage 1994 (1994), AKI-Gipiemme (1995), Brescialat (1996), Mapei-GB (1997) und Ros Mary-Amica Chips (1998).
Auf Anhieb wurde er Zweiter bei Tirreno–Adriatico und gewann Gold bei den nationalen Meisterschaften im Straßenrennen. Nach der durchschnittlichen Saison 1991 meldete sich Jaskuła mit einigen Topplatzierungen im Jahre 1992 zurück. Bei der Tour de France 1993 wurde er überraschenderweise Dritter hinter dem Spanier Miguel Indurain und dem Schweizer Tony Rominger. Dazu gewann Jaskuła zwei Etappen (eine im Mannschaftszeitfahren).
An diese Erfolge konnte Jaskuła in den darauffolgenden Jahren nicht anknüpfen. Er wurde zwar Dritter bei Mailand–Turin 1994 und der Tour de Suisse 1995, aber der ganz große Coup blieb bis 1997 aus. Nach einer ziemlich verkorksten Tour de France ging er in Portugal auf Wiedergutmachungstour. Jaskuła errang einen Sieg bei der schweren Volta a Portugal und wurde des Weiteren Zweiter bei der Tour de Pologne. 1994 gewann er die Rennserie Trofeo dello Scalatore.

### Karriereende
In den Vorbereitungen zu den Olympischen Spielen in Atlanta 1996 wiederholte sich die Geschichte aus dem Jahre 1982. Jaskuła wurde von einem Auto angerempelt, kam zu Fall und brach sich den Oberschenkel. Die Verletzung verheilte zwar, aber Jaskuła lief der Form seiner Glanztage hinterher.
Die Leser der Sportzeitung „Przegląd Sportowy“ wählten ihn zum zweitbesten Sportler Polens des Jahres 1993.

## Nach der Karriere
Nach dem Ende seiner Karriere versuchte sich Jaskuła als Geschäftsmann. In Stara Miłosna bei Warschau eröffnete er unter anderem eine Dependance der italienischen Firma Mapei, die Klebstoffe und Kleister produziert.

## Familiäres
Seine Brüder Andrzej Jaskuła und Roman Jaskuła waren ebenfalls Radsportler.